# Navi da guerra della Marina Veneziana (1669-1797)

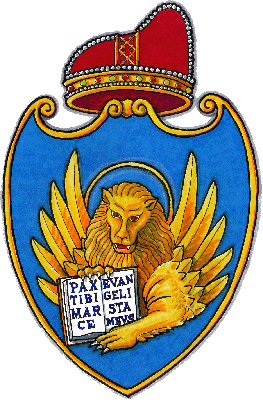
Stemma della città di Venezia, detto Leone in moeca.

Questo è un elenco di navi da guerra della Marina veneziana nel periodo che parte dalla quinta guerra ottomana-veneziana fino alla caduta della Repubblica di Venezia nel 1797. La Serenissima mantenne un buon numero di navi da guerra a vela, che formarono la cosiddetta Armada Grossa, contrapposta alla Armada Sottile costituita da galere. Quasi tutte le navi vennero costruite nell'Arsenale quando i bacini di costruzione navale furono ampliati per consentire la costruzione di navi a vela.

## Vascelli di linea

### Navi di Primo Rango

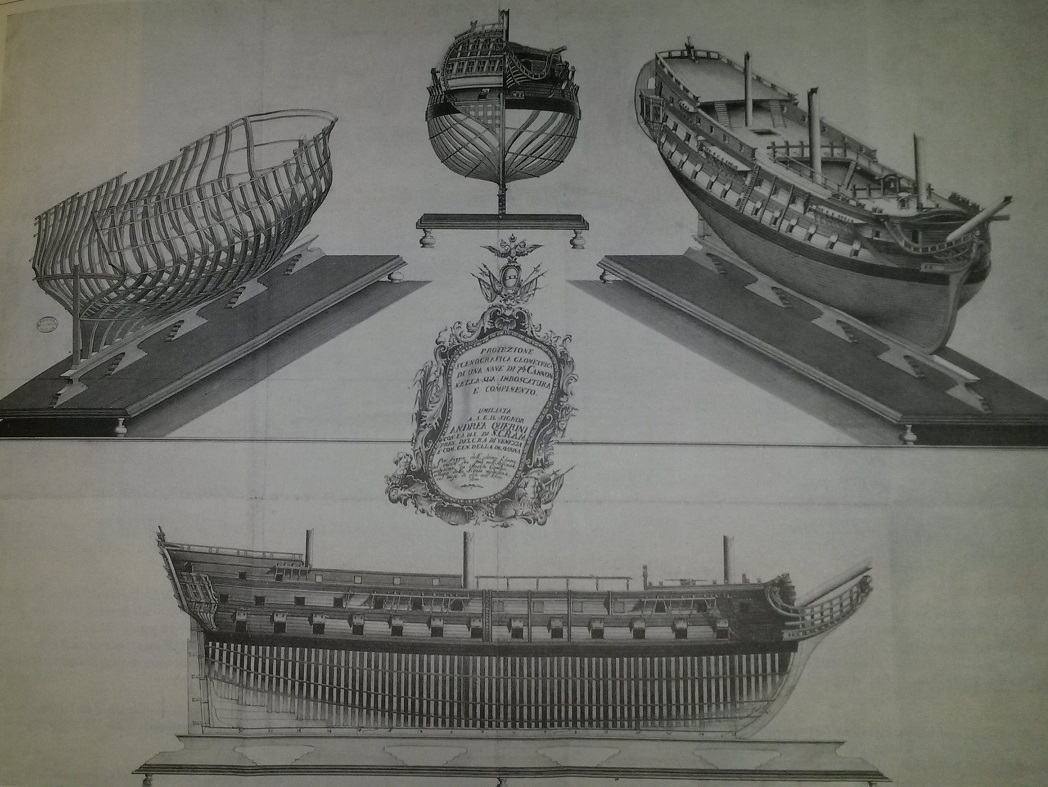
Vascello veneziano classe Leon Trionfante, stampa del tardo XVIII secolo.

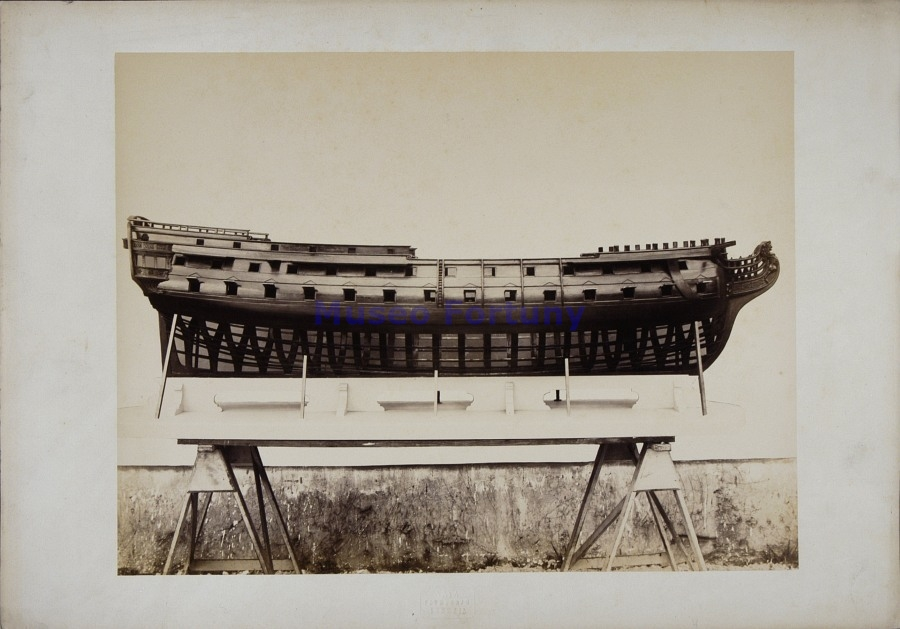
Fiancata di un vascello veneziano del XVIII secolo, modellino ligneo.

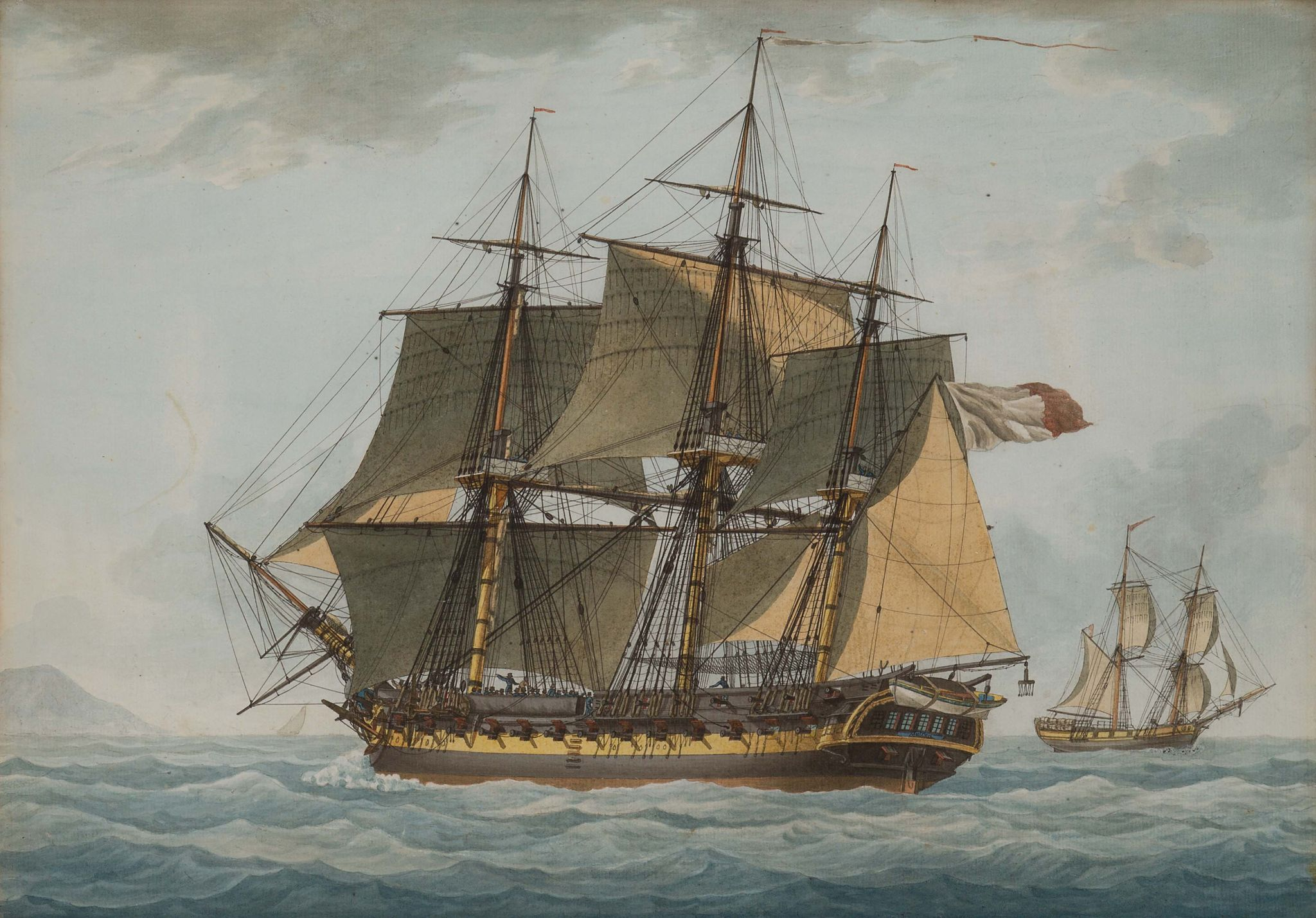
Fregata veneziana La Muiron battente bandiera francese, dipinto di Antoine Roux.

Secondo la classificazione utilizzata nella marina veneziana per navi di primo Rango si intendevano tutte le navi dove i cannoni erano collocati in due piani uno sopra l'altro per avere maggiore potenza di fuoco. In genere per essere considerate di primo rango tali navi erano dotate di almeno 62 cannoni. Nella maggioranza dei casi erano dotate di un numero variabile da 68 a 74 pezzi di artiglieria.
A partire dalla seconda metà del XVIII secolo con l'apparizione delle cosiddette fregate pesanti la definizione di navi di primo rango cambiò, indicando solo navi con più di 68 cannoni. Le rimanenti navi erano semplicemente chiamate "vascelli di linea".
- Classe Giove Fulminante, 4 navi, 1667-1709[3]
- Classe San Lorenzo Zustinian, 29 navi, 1691-1746
- Classe Corona, 1 nave, 1712-1728
- Classe Leon Trionfante, 14 navi, 1716-1797
- Classe San Carlo Borromeo, 2 navi, 1750-1797

### Navi di Secondo Rango
Per navi di secondo rango si intendevano i vascelli di linea con schiera di cannoni disposti su due piani. Il numero dei cannoni variava da 48 a 66.
Tali navi fungevano come supporto alla linea di battaglia delle navi di primo rango e anche come navi da ricognizione. Dopo la pace di Passarowitz nel 1718 e il declino della Repubblica di Venezia, la Marina Veneta ne pagò le conseguenze. Il numero delle navi fu notevolmente ridotto e dalla seconda metà del XVIII secolo il loro ruolo fu rimpiazzato da fregate di nuova costruzione.
- Classe Drago Volante, 5 navi, 1673-1720[4]
- Classe Venere Armata 4 navi, 1676-1717[5]
- Classe San Marco grande, 1 nave, 1684-1690[6]
- Classe Sant'Andrea, 3 navi, 1685-1752[7]
- Classe Fede Guerriera, 4 navi, 1693-1748[8]
- Classe San Spiridion, 6 navi, 1717-1738[9]

### Navi di Terzo Rango
La distinzione tra secondo e terzo rango dei vascelli di linea veneziani era basata più sui ruoli che sull'armamento principale. In questa categoria le navi trasportavano da 52 a 40 cannoni ma servivano come navi scout da avanscoperta. Anche a tale categoria, dopo la pace di Passarowitz, il numero di navi venne lentamente ridotto e rimpiazzato con fregate di nuova costruzione.
- Classe Madonna della Salute, 3 navi, 1675-1717[10]
- Classe Sant'Antonio da Padova, 4 navi, 1684-1697[11]
- Classe San Giovanni Battista piccolo, 1 nave, 1684-1695[12]
- Classe Scudo della Fede, 2 navi, 1714-1744[13]

## Fregate

### Fregate grosse
La stessa nave poteva imbarcare dai 40 ai 56-58 cannoni in base alle necessità. Generalmente, in tempo di guerra si utilizzava il numero maggiore di cannoni possibili.
- Classe Sant'Andrea (2a), 3 navi, 1724-1743
- Classe San Michiel Arcangelo, 4 navi, 1749-1773
- Classe Speranza, 2 navi, 1752-1757
- Classe Vigilanza, 3 navi, 1777-1781
- Classe Fama, 5 navi, 1784-1804. 2 unità (Fama e Gloria Veneta) vennero varate dai veneziani, 2 unità (Beyrand e Stengel) dai francesi nel 1797 e 1 unità (Diamante) dagli austriaci nel 1804

### Fregate leggere
Imbarcavano dai 24 ai 44 cannoni.
- Classe Costanza (2a), 3 navi, 1757-1778. Per esempio, la Brillante
- Classe Palma, 3 navi, 1784-1791
- Classe Cavalier Angelo, 1 nave, 1784. Costruita dalla ditta Treves e varata nello squero dei Parisi
- Classe Pallade, 2 navi, 1786
- Classe Cerere, 1 nave, 1794
- Classe "44 cannoni", 2 navi, varate dai francesi nel 1797

## Navi di supporto
- Classe Monton d'Oro, 2 navi, 1688-1695, navi magazzino[16]
- Vascello Nostra Signora del Rosario, 58 cannoni, 1715, nave ospedale. Fu acquistata a Genova e immessa nella Marina veneziana durante la seconda guerra di Morea[17].

### Naviglio minore
Di seguito una lista di navi da guerra di piccola stazza in servizio nella Marina veneziana nella seconda metà del XVIII secolo di cui si conosce il nome
- Bucintoro, Galea di Stato
- Corvette: Aquila
- Bombarde: Distruzion e Polonia
- Sciabecchi: Diocleziano, Cervo, Buon Destino, Ardito il Grande, Ardito il Piccolo, Emilio, Prudente, Esploratore, Annibale, Tritone, Cupido, Nettuno, Enea, Intrepido, Lampo, Nord, Re Pirro, Staffetta, Tigre, Trionfante,
- Brigantini: Orione, Giasone
- Golette: Cibele, Cimodocea, Merope, Agile
- Cutter: Enea, Accate, Castore, Polluce
- Galee: Classe Pace (Pace, Cavallo Marino, Giunone, Merope, Fenice, Proserpina, Semiramide, Venere, Zaira); Classe Medusa (Medusa, Bella Chiaretta, Fusta); Mezza galea Andromaca
- Galeotte: Flottiglia dalmata (Diana, Azzardo, Cacciatrice, Colomba, Dalmatina, Piroga, Risoluzione, Speranza, Stella, Valeria); Tisiffone, Amazzone, Aletta, Agile
- Batteria galleggiante: Idra
- Scialuppe bombardiere: Dea, Fiera, Incorruttibile, Iside
- Feluche obusiere (obici): Obusiera, Mora, Vigilanza, Vittoria

## Non battezzate
Al momento della caduta della Repubblica di Venezia, in Arsenale erano presenti 16 navi in fase di costruzione sugli scali e appartenenti alle classi:
- classe "Leon Trionfante" (2 unità),
- classe "San Carlo Borromeo - regolato" (4 unità),
- cosiddetta classe "1780" (3 unità),
- classe "Fama" (2 unità),
- classe "Palma" (3 unità),
- classe "Cerere" (2 unità).

Vennero quasi tutti o distrutti sugli scali dai francesi o demoliti dagli austriaci nel primo Ottocento.

### Esplicative
1. ↑  Cfr. Emo; Levi; Nani Mocenigo; Ercole; Caimmi; Cau, opere citate.

### Fonti
1. 1 2   Ships 1667-1797, su felipe.mbnet.fi. URL consultato il 28 settembre 2017 (archiviato dall'url originale il 6 settembre 2017).
2. 1 2 3   Vascelli Veneziani (in italian), su Venezia Museo. URL consultato il 28 settembre 2017.
3. ↑   Simon Harrison, Giove Fulminante class, su threedecks.org. URL consultato il 28 settembre 2017.
4. ↑   Simon Harrison, Drago Volante class, su threedecks.org. URL consultato il 28 settembre 2017.
5. ↑   Simon Harrison, Drago Allungato class, su threedecks.org. URL consultato il 28 settembre 2017.
6. ↑   Simon Harrison, San Marco grande class, su threedecks.org. URL consultato il 28 settembre 2017.
7. ↑   Simon Harrison, Sant'Andrea class, su threedecks.org. URL consultato il 28 settembre 2017.
8. ↑   Simon Harrison, Fede Guerriera class, su threedecks.org. URL consultato il 28 settembre 2017.
9. ↑   Simon Harrison, San Spiridion class, su threedecks.org. URL consultato il 28 settembre 2017.
10. ↑   Simon Harrison, Madonna della Salute class, su threedecks.org. URL consultato il 28 settembre 2017.
11. ↑  Ercole, p, 220.
12. ↑   Simon Harrison, San Giovanni Battista piccolo, su threedecks.org. URL consultato il 28 settembre 2017.
13. ↑   Simon Harrison, Madonna della Salute class, su threedecks.org. URL consultato il 28 settembre 2017.
14. 1 2   Fregate veneziane (in italian), su Venezia Museo. URL consultato l'8 settembre 2022.
15. 1 2  Ercole, pp. 246-259.
16. ↑   Simon Harrison, Monton d'oro class, su threedecks.org. URL consultato il 28 settembre 2017.
17. ↑  Ercole, pp. 240-241.
18. ↑  Ercole, pp. 260-262.